# ماغي بو غصن
ماغي بو غصن (18 سبتمبر 1976 -)ولدت ماغي بو غصن في (1976/9/18) ممثلة لبنانية.

## حياتها مشوارها المهني
ولدت في بصاليم في قضاء المتن، وهي الفتاة الوحيدة بين أخويها جهاد ووسام وترتيبها في الوسط. تلقّت دروساً في الموسيقى عندما كانت في الثانية عشرة من عمرها في المعهد العالي للموسيقى، حصلت على الميدالية الذهبية في برنامج لمواهب الأطفال يدعى «واحة الاولاد» على تلفزيون لبنان بعد أن غنّت للسيدة فيروز. درست التمثيل والإخراج في الجامعة اللبنانية، توقفت لعامين قبل أن تكمل الدراسة.
بدأت التمثيل مع المخرج الراحل أنطوان ريمي في مسلسلي «الأخوان» و«المغاور» على قناة الجديد، انطلاقتها الفعلية كانت من خلال الدراما السورية بعد انتقالها لسوريا بسبب قلة الإنتاج في الدراما اللبنانية وتلقيها العديد من العروض حيث شاركت في عدة أعمال واستطاعت تعلم واتقان اللهجة السورية الشامية أول من أخذها إلى الأعمال السورية المخرج بسام الملا عبر مسلسل «الخوالي»، كما نقلها بعد ذلك إلى عمل اخرجه باللهجة السعودية التي اتقنتها. قدمت الفوازير مرتين مع الممثل الكويتي داوود حسين عام 1998 من خلال برنامج الكوميدي «داوود في هوليود»

### حياتها الأسرية
تزوجت مرتين وانفصلت عن زوجها بعد معاناتها معه
تزوجت للمرة الثانية في 4 تشرين الأول 2003 من المنتج جمال سنان رزقت منه بولد وبنت هما ريان ويارا.

### مشاركتها في برنامج ديو المشاهير
عام 2011 شاركت في برنامج ديو المشاهير بموسمه الثاني على شاشة ال بي سي وفازت في المرتبة الأولى وتبرعت بالجائزة بمبلغ 50 الف دولار، لصالح جمعية سان جود لعلاج سرطان الأطفال.

### إصابتها بورم دماغي وشفائها
في 22 يوليو 2019 خضعت لعملية إزالة ورم دماغي حميد بقيت على أثره في المستشفى لأسابيع لكنها تعافت منه  ً

## أعمالها

### المسلسلات
| سنة الإنتاج | اسم المسلسل           | الشخصية                                |
| ----------- | --------------------- | -------------------------------------- |
| (2025)      | بالدم                 | غالية سعد                              |
| (2024)      | ع أمل                 | يسار حرب                               |
| (2023)      | للموت 3               | سحر                                    |
| (2022)      | للموت 2               | سحر                                    |
| (2021)      | للموت                 | سحر                                    |
| (2020)      | أولاد آدم             | ديما                                   |
| (2019)      | بروفا                 | ليال                                   |
| (2018)      | ثورة الفلاحين         | عنبر                                   |
| (2018)      | جوليا                 | جوليا                                  |
| (2017)      | كاراميل               | مايا                                   |
| (2016)      | يا ريت                | جنى                                    |
| (2016)      | مدرسة الحب            | حافية القدمين -الدني صغيرة -ليه يا بحر |
| (2015)      | 24 قيراط              | (هيا)                                  |
| (2014)      | جحيم من سلسة كفى      | (سحر)                                  |
| (2013)      | أوبيرج                | (هبه)                                  |
| (2012)      | مريانا                | (نهى)                                  |
| (2012)      | ديو الغرام            | (داليا)                                |
| (2011)      | آخر خبر برنامج كوميدي | (سوسن ملاح)                            |
| (2011)      | متل الكذب             | جيهان                                  |
| (2010)      | متر ندى               | (جنا)                                  |
| (2009)      | البرج 13              |                                        |
| (2009)      | ليالي                 | (ديما)                                 |
| (2008)      | دكتور هلا             | (فيرا)                                 |
| (2008)      | عصر الحريم            | (اميرة)                                |
| (2003)      | كوابيس منتصف الليل    |                                        |
| (2003)      | صارت معي              |                                        |
| (2003)      | حمام القيشاني (ج5)    | (بسمة)                                 |
| (2003)      | قبل الغروب            |                                        |
| (2003)      | كوابيس منتصف الليل    | نهلة                                   |
| (2002)      | الجبال حين تنهار      |                                        |
| (2002)      | هولاكو                |                                        |
| (2002)      | أقبية الموت           |                                        |
| (2002)      | حد الهاوية            |                                        |
| (2002)      | أبو الطيب المتنبي     | (تيوفانو)                              |
| (2002)      | حمام القيشاني (ج4)    | (بسمة)                                 |
| (2002)      | مدام دبليو            | سوسن                                   |
| (2002)      | السفينة رحلة 13       |                                        |
| (2001)      | ويزول الخطر           |                                        |
| (2001)      | أكشن                  |                                        |
| (2000)      | أسرار المدينه         | (هنادي)                                |
| (2000)      | الخوالي               | (نصرة)                                 |
| (1999)      | غنائيات برنامج        |                                        |
| (1999)      | رمح النار             | (جلنار)                                |
| 1998        | اللعب الممنوع]        | دنيا                                   |
| (1998)      | داود في هوليود        | (ضيفة شرف)                             |
| (1996)      | نوال تمثيلية          | (نوال)                                 |
| (1996)      | شباب وبنات            |                                        |
| (1992)      | المغاور               |                                        |
| (1991)      | الأخوان               |                                        |

### الأفلام
| سنة الإنتاج | الفيلم         | الشخصية       |
| ----------- | -------------- | ------------- |
| (2018)      | تايم آوت       | (يارا)        |
| (2017)      | حبة كراميل     | (مايا)        |
| (2016)      | ولعانة         | (سمر)         |
| (2015)      | السيدة الثانية | (دهب)         |
| (2014)      | فيتامين        | (زمرد)        |
| (2013)      | بي بي          | (بديعة بدران) |

### الأغاني
- ساكن السما بيسمع (2012)
- ما بقى بدي حبك (2012)
- قصتنا حبينا (2012)
- ارتاحي يا حياتي (2012)
- كنت بفكر (2014)
- كوني انتي (2018)

## الجوائز
- لبنان: 2010 جائزة الموريكس دور في دورتها عن أفضل دور مساند في مسلسلي دكتور هلا وميتر ندى
- لبنان: 2014 جائزة نتيجة استفتاء أقامته إذاعة (دلتا) اللبنانية، عن فئة أفضل ممثلة لبنانية.[15]
- لبنان 2021 - جائزة أفضل ممثلة لبنانية من مهرجان «الموريكس دور» عن دورها في مسلسل للموت.[16]
- (2024): جائزة الموريكس دور كأفضل ممثلة لبنانية عن دورها في مسلسل ع أمل  لبنان [17]

## وصلات خارجية
- ماغي بو غصن على موقع IMDb (الإنجليزية)
- ماغي بو غصن على موقع روتن توميتوز (الإنجليزية)
- ماغي بو غصن على موقع قاعدة بيانات الأفلام العربية
- ماغي بو غصن على موقع قاعدة بيانات الفيلم (الإنجليزية)
- ماغي بو غصن على موقع كينوبويسك (الروسية)